# Stan Collymore
Stanley Victor Collymore (Stone, 22 gennaio 1971) è un ex calciatore inglese, di ruolo attaccante.

## Carriera

### Club
Ha cominciato a giocare nel Stafford Rangers. Nel 1990 è passato al Crystal Palace. Il 20 novembre 1992 il Southend Utd ne ha annunciato l'acquisto per 150.000 sterline. Il 5 luglio 1993 il Nottingham Forest ne ha rilevato il cartellino per 2,25 milioni di sterline. Nelle due stagioni in cui ha militato nel Nottingham Forest ha realizzato 41 reti in 65 presenze. In particolare nella stagione 1994-1995 ha realizzato 22 reti in 37 presenze nella Premier League, attirando su di sé le attenzioni dei grandi club inglesi.
Il 3 luglio 1995 viene ufficializzato il suo trasferimento al Liverpool per la cifra record di 8,5 milioni di sterline. Con i Reds in due stagioni ha realizzato 26 reti in 61 incontri disputati. Nella sua ultima stagione a Liverpool viene scavalcato nelle gerarchie da Michael Owen. Il 16 maggio 1997 l'Aston Villa ne ufficializza l'ingaggio, versando 7 milioni di sterline nelle casse del Liverpool.
Dopo due stagioni con l'Aston Villa nell'estate 1999 viene ceduto al Fulham con la formula del prestito di tre mesi con diritto di riscatto fissato a 1 milione di sterline. Tornato all'Aston Villa, recede il proprio contratto. L'11 febbraio 2000 il Leicester City ne ufficializza l'ingaggio a parametro zero. Viene messo fuori rosa alcuni mesi dopo e viene messo sul mercato. Il 26 ottobre 2000 viene ingaggiato dal Bradford City. Il 31 gennaio 2001 si è trasferito in Spagna, al Real Oviedo. Il 7 marzo 2001, all'età di 30 anni, annuncia il ritiro.

### Nazionale
Ha debuttato in Nazionale il 3 giugno 1995, nell'amichevole Inghilterra-Giappone (2-1), match in cui è stato sostituito al minuto 76 da Teddy Sheringham. Ha collezionato in totale, con la maglia della Nazionale, tre presenze.

## Palmarès

### Club

#### Competizioni nazionali
- Campionato inglese di terza divisione: 1

Fulham: 1998-1999

### Individuale
- FA Premier League Player of the Month: 1

1995-1996 - Gennaio

## Statistiche

### Cronologia presenze e reti in nazionale
| Cronologia completa delle presenze e delle reti in nazionale ― Inghilterra | Cronologia completa delle presenze e delle reti in nazionale ― Inghilterra | Cronologia completa delle presenze e delle reti in nazionale ― Inghilterra | Cronologia completa delle presenze e delle reti in nazionale ― Inghilterra | Cronologia completa delle presenze e delle reti in nazionale ― Inghilterra | Cronologia completa delle presenze e delle reti in nazionale ― Inghilterra | Cronologia completa delle presenze e delle reti in nazionale ― Inghilterra | Cronologia completa delle presenze e delle reti in nazionale ― Inghilterra |
| Data                                                                       | Città                                                                      | In casa                                                                    | Risultato                                                                  | Ospiti                                                                     | Competizione                                                               | Reti                                                                       | Note                                                                       |
| -------------------------------------------------------------------------- | -------------------------------------------------------------------------- | -------------------------------------------------------------------------- | -------------------------------------------------------------------------- | -------------------------------------------------------------------------- | -------------------------------------------------------------------------- | -------------------------------------------------------------------------- | -------------------------------------------------------------------------- |
| 03-06-1995                                                                 | Londra                                                                     | Inghilterra                                                                | 2 – 1                                                                      | Giappone                                                                   | Amichevole                                                                 | -                                                                          | 76’                                                                        |
| 11-06-1995                                                                 | Londra                                                                     | Inghilterra                                                                | 1 – 3                                                                      | Brasile                                                                    | Amichevole                                                                 | -                                                                          | 90’                                                                        |
| 10-09-1997                                                                 | Londra                                                                     | Inghilterra                                                                | 4 – 0                                                                      | Moldavia                                                                   | Qual. Mondiali 1998                                                        | -                                                                          | 82’                                                                        |
| Totale                                                                     |                                                                            | Presenze                                                                   | 3                                                                          |                                                                            | Reti                                                                       | 0                                                                          |                                                                            |